# Андрейковский сельсовет (Московская область)
Андрейковский сельсовет — упразднённая административно-территориальная единица, существовавшая на территории Московской губернии и Московской области до 1923 и в 1927—1939 годах.
Андрейковский сельсовет был образован в первые годы советской власти. По данным 1918 года он входил в состав Деденевской волости Дмитровского уезда Московской губернии.
В 1923 году Андрейковский с/с был упразднён, а его территория включена в Гришинский с/с, но в 1927 году он был вновь восстановлен.
В 1929 году Андрейковский с/с был отнесён к Дмитровскому району Московского округа Московской области.
17 июля 1939 года Андрейковский с/с был упразднён. При этом его территория (селения Андрейково, Нерощино, Новинки и Сычевки) была передана в Гришинский с/с.